# Arco longo inglês

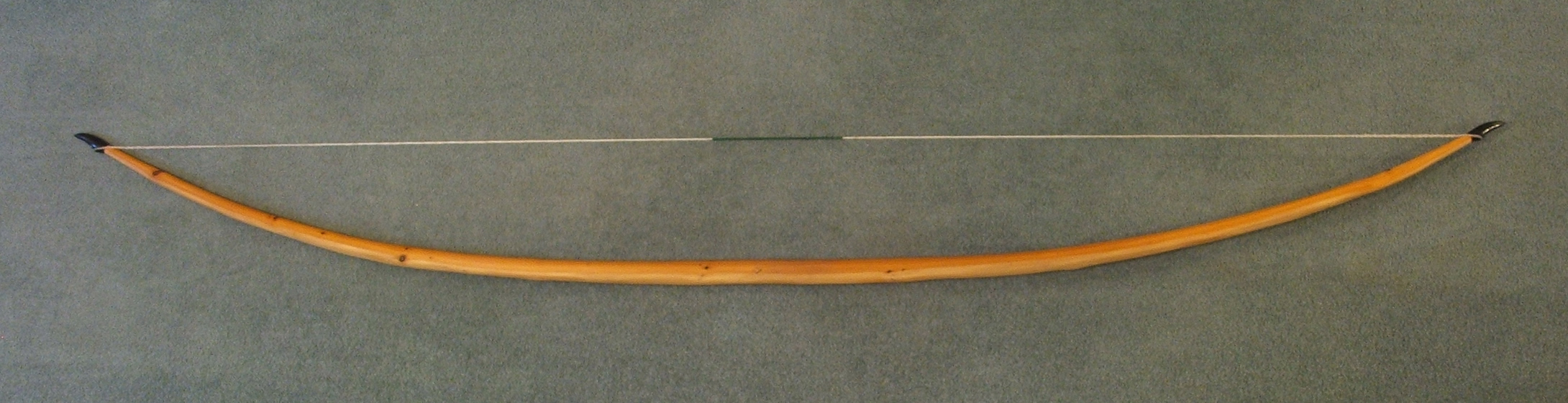
Arco longo inglês em teixo.

O arco longo inglês (em inglês:  English longbow), também chamado de arco longo galês (em inglês:  Welsh longbow), foi um poderoso tipo de arco longo medieval, de aproximadamente 1,83 m a 2,00 m de comprimento, usado pelos ingleses e galeses. Era usado tanto para a caça quanto como arma de guerra. Os arcos longos foram eficazmente utilizados pelos ingleses contra os franceses durante a Guerra dos Cem Anos, particularmente no início da guerra nas batalhas de Crécy (1346) e Poitiers (1356), e mais tarde na Batalha de Azincourt (1415). Eles foram no entanto menos bem sucedidos depois disso, tendo os arqueiros sofrido baixas na Batalha de Verneuil (1424) e sido completamente derrotados na Batalha de Patay (1429), quando foram atacados antes de terem estabelecido uma posição defensiva.
O termo “arco longo inglês”, ou “galês”, é um termo moderno usado para diferenciá-los de outros tipos de arcos longos, muito embora arcos muito semelhantes, ou até mesmo idênticos, terem sido usados no norte e oeste da Europa. Inclusive, uma enorme quantidade de material (madeira de teixo) para a construção dos arcos foi importada da Espanha, Portugal e Itália no século XIV.
O arco longo inglês pode ser considerado uma das armas mais letais e importantes da história. Foi usado principalmente na Idade Média, e era o maior causador de mortes se usado corretamente, como pelo exército inglês, já que estava intrinsecamente ligado à sua cultura, pois os jovens aprendiam desde cedo o seu manuseio.